# (449922) Bailey
(449922) Bailey est un astéroïde de la ceinture principale.

## Description
(449922) Bailey est un astéroïde de la ceinture principale. Il fut découvert le 9 juin 2010 aux États-Unis par le programme WISE. Il présente une orbite caractérisée par un demi-grand axe de 3,08 UA, une excentricité de 0,14 et une inclinaison de 24,34° par rapport à l'écliptique.